# Ciadoncha
Ciadoncha es un municipio y villa española de la provincia de Burgos, en la comunidad autónoma de Castilla y León. La villa está situada cerca de Santa María del Campo, en el extremo occidental del Partido Judicial de Lerma y de la comarca de Arlanza.

## Geografía
Dista 25 km de la capital provincial. Tiene un área de 15,29 km².

## Historia
La zona en la que se encuentra la localidad fue repoblada a partir del siglo IX.
Ciadoncha formó parte en los siglos XVIII y XIX del partido de Can de Muñó. Era uno de los catorce partidos que formaban la Intendencia de Burgos, durante el periodo comprendido entre 1785 y 1833.
Desde 1834, Ciadoncha forma parte del partido judicial de Lerma.
Desde 1990, la Asociación Cultural San Bárbara publica una revista, Ciadoncha tras sus huellas.

## Demografía
Ciadoncha cuenta con una población de 73 habitantes (INE 2024).
| Gráfica de evolución demográfica de Ciadoncha entre 1842 y 2021                                                       |
| |
| Población de derecho según los censos de población del INE. Población de hecho según los censos de población del INE. |

| 1991 |  | 1996 |  | 2001 |  | 2004 |  | 2007 |  | 2017 |
| ---- |  | ---- |  | ---- |  | ---- |  | ---- |  | ---- |
| 139  |  | 125  |  | 116  |  | 99   |  | 86   |  | 81   |

## Patrimonio
- Iglesia parroquial con ábside románico, sencillo, pero de gran elegancia.